# Granmussling
Granmussling (Gloeophyllum abietinum) är en svampart som först beskrevs av Pierre Bulliard (v. 1742–1793), och fick sitt nu gällande namn av Petter Adolf Karsten 1882. Granmussling ingår i släktet Gloeophyllum och familjen Gloeophyllaceae.  Arten är reproducerande i Sverige. Inga underarter finns listade i Catalogue of Life.

## Källor

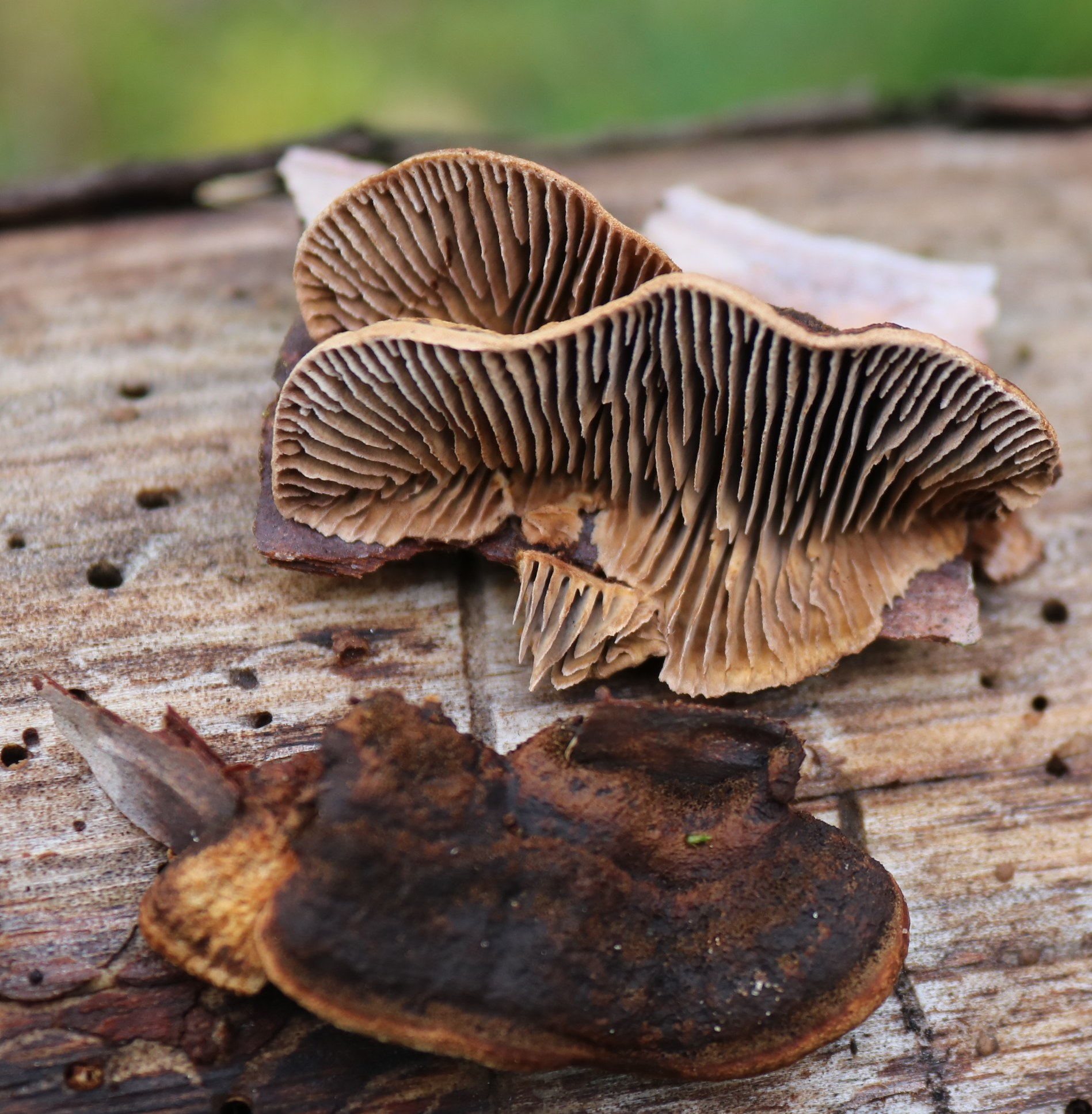
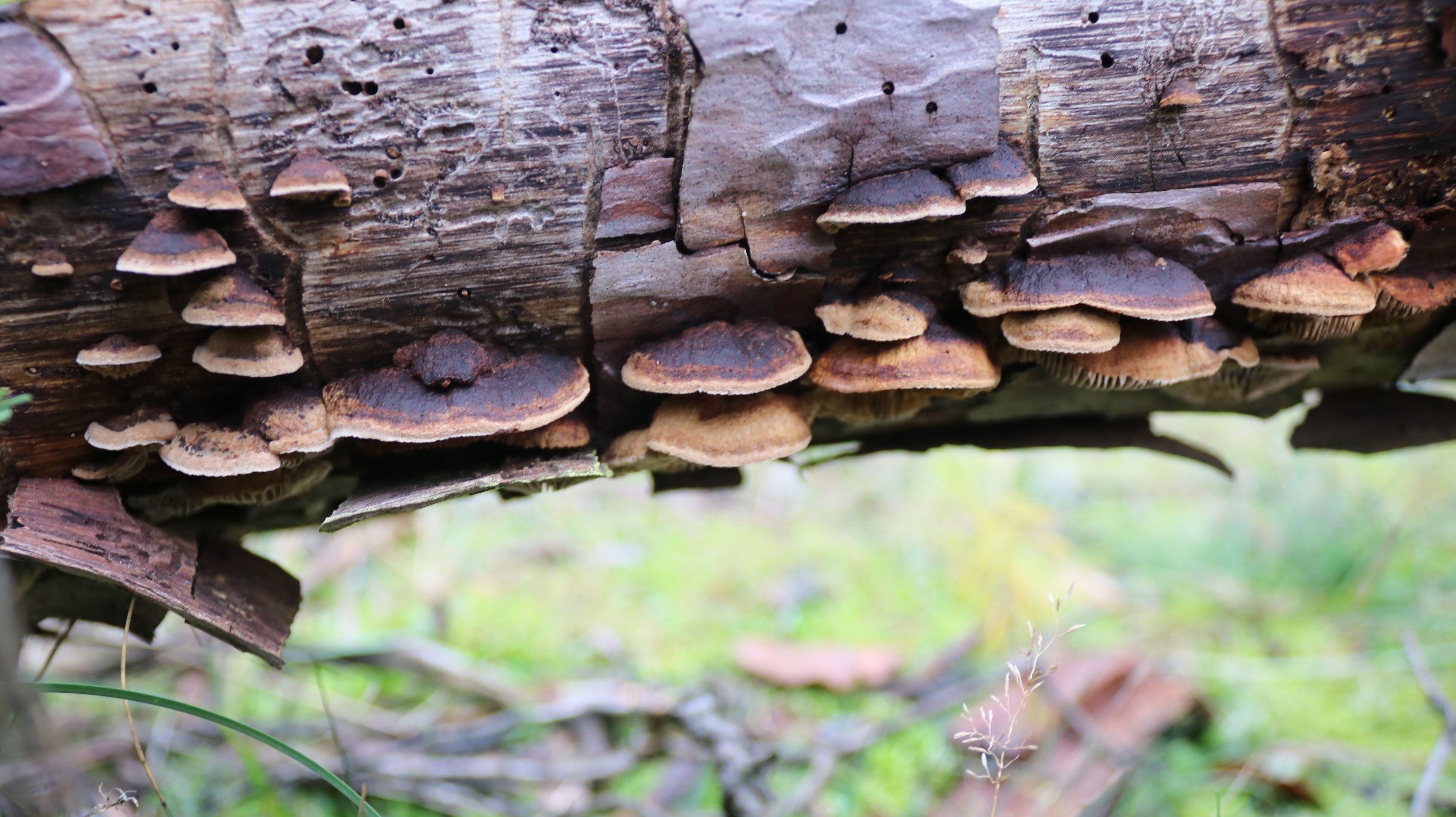
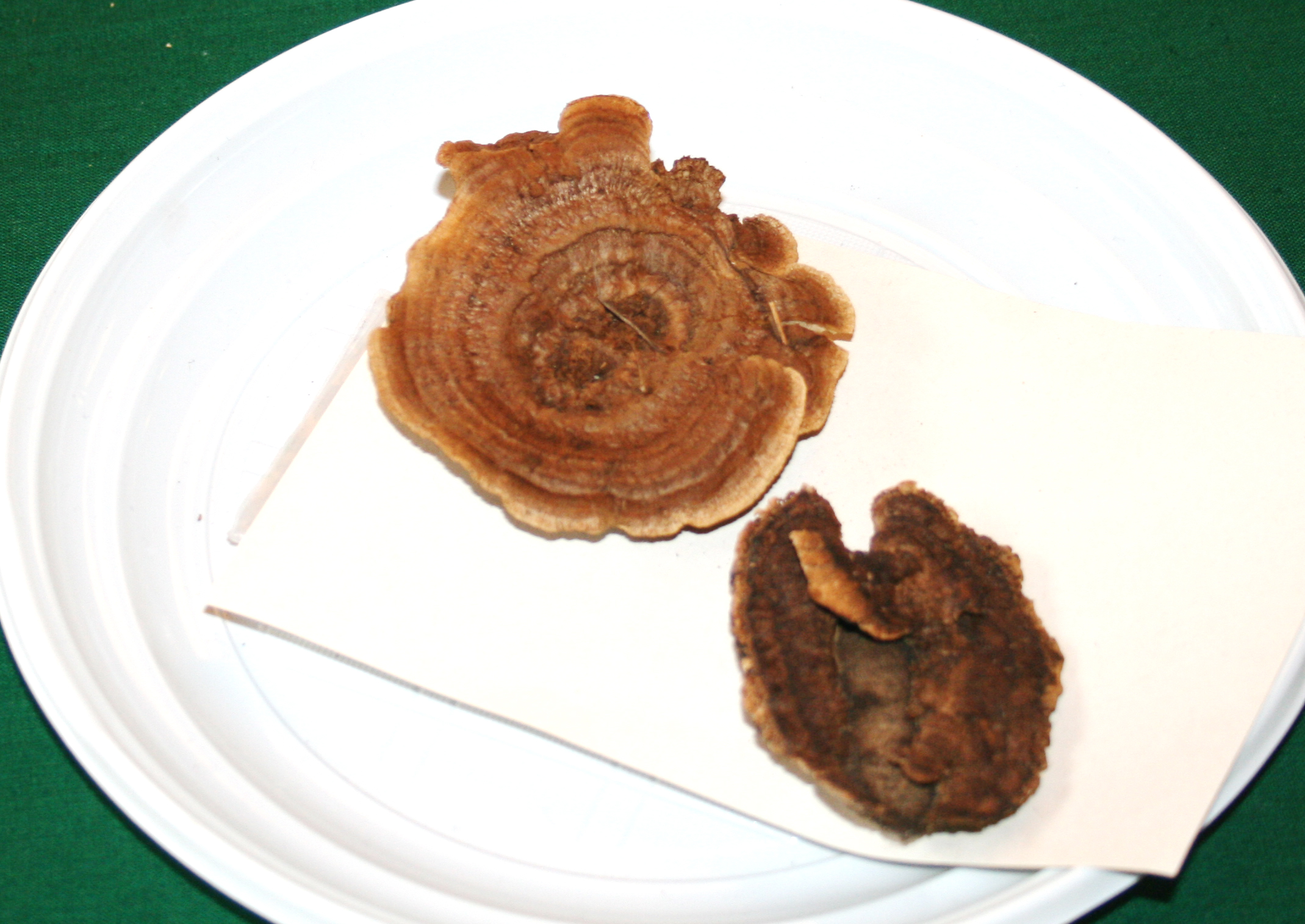
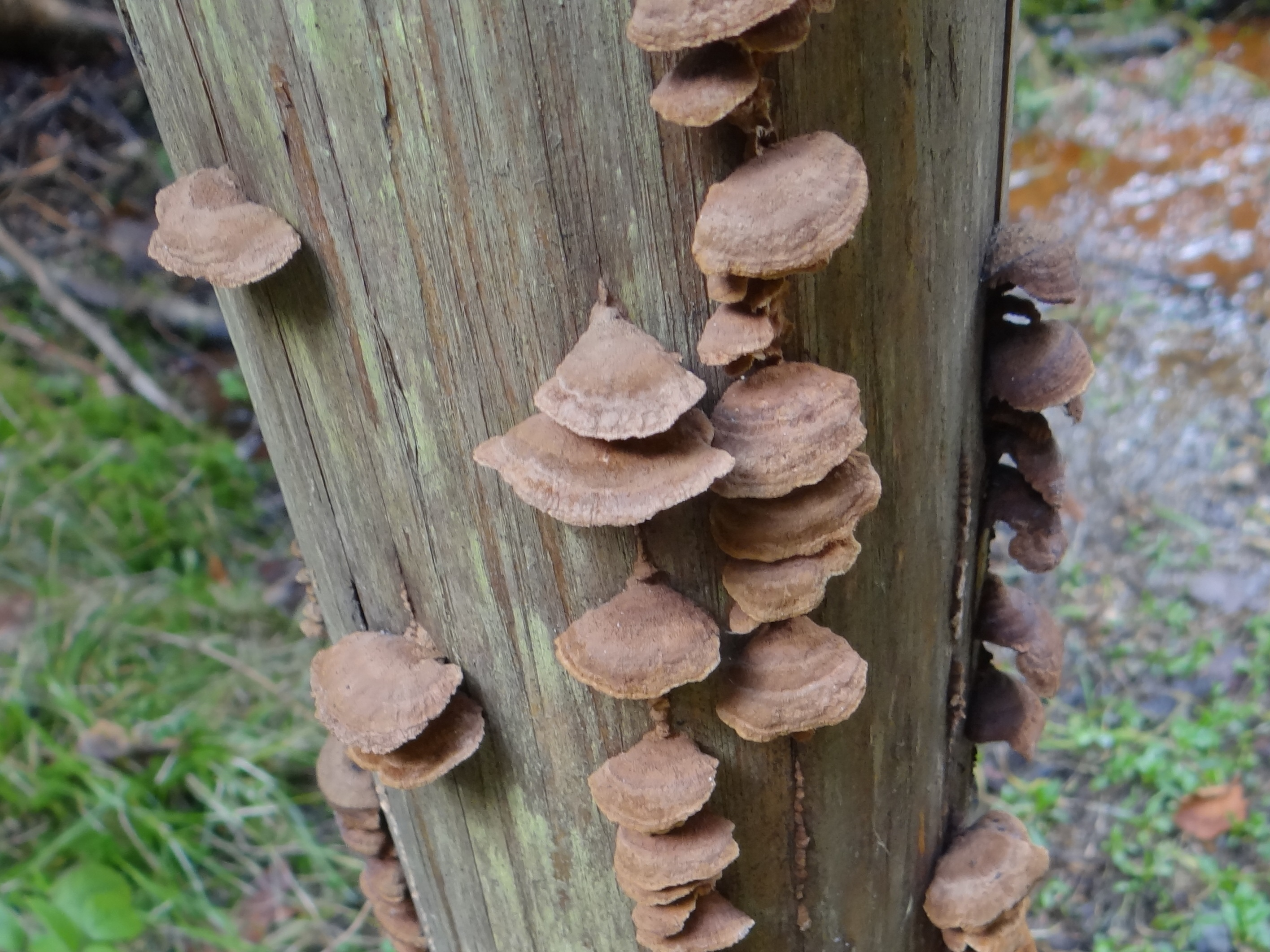
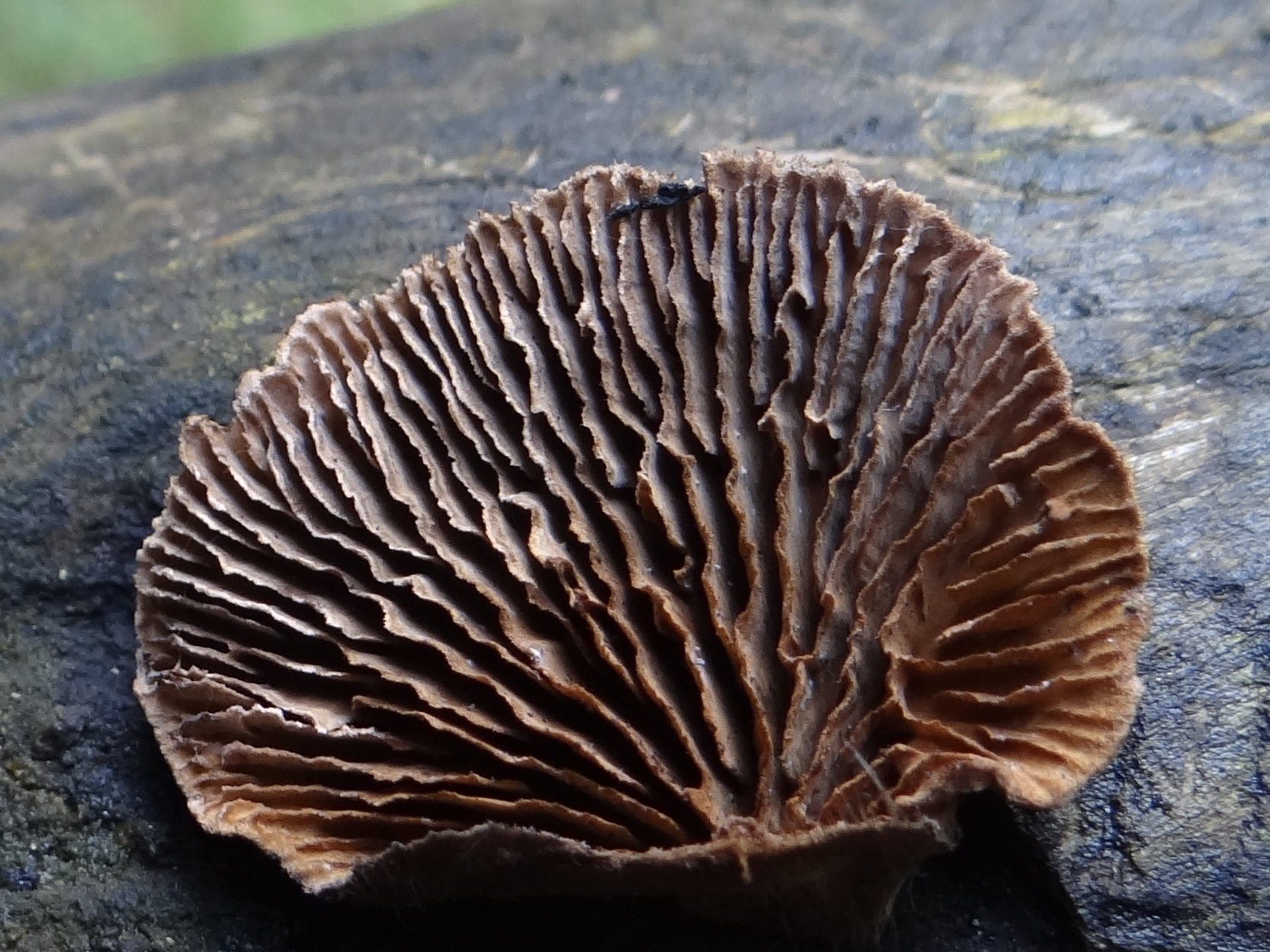